# Elizabeth Wilbraham
Elizabeth Wilbraham (rozená Myttom, 14  února 1632 Weston-under-Lizard – 27. července 1705 Weston-under-Lizard) byla členkou anglické aristokracie, která je tradičně označována za významnou mecenášku architektury.
Předpokládá se, že byla první ženou-architektkou, jejíž dílo mohlo být připisováno mužům. To však historici architektury zpochybňují.

## Raná léta
Elizabeth Myttonová se narodila v bohaté rodině a ve svých devatenáti letech se provdala za Thomase Wilbrahama, dědice baronství Wilbraham. Společně se vydali na svatební cestu po Evropě. Využila toho k delší studijní cestě za architekturou.
V Nizozemsku se Elizabeth Wilbrahamová seznámila s architektem Pieterem Postem, tvůrcem nizozemské barokní architektury. Studovala Palladiova díla v italských Benátkách a Městská rezidence v německém Landshutu.

## Osobní život
O soukromém životě lady Wilbrahamové je známo jen málo, ale v roce 2008 byly objeveny soukromé dopisy, které byly předány do Staffordshire Record Office. Ty ukazovaly, jak lady Wilbrahamová hledala vhodné manžely pro své dcery Grace a Margaret. Podle marketingového ředitele nadace Weston Park Foundation "dopisy vysvětlují, jak důležitá byla v rámci tehdejší aristokracie vhodná partie. Byla to jistě velmi silná dáma a věděla, co chce a jak toho dosáhnout".

## Tvrdí, že byla první známou architektkou
Historik John Millar tvrdí, že Elizabeth Wilbrahamová je první známou ženskou architektkou. Podle Millara to vyplývá z více než padesátiletého výzkumu na toto téma. V roce 2007 uspořádali majitelé honosného sídla Wotton House konferenci, aby zjistili, kdo byl původním architektem budovy. Konference přinesla nejméně dva navazující příspěvky: v roce 2010 sir Howard Colvin navrhl, že původním architektem mohl být John Fitch, a později téhož roku Millar, když si všiml Colvinova příspěvku, navrhl jako alternativu lady Wilbrahamovou.
V sedmnáctém století bylo pro ženu nemožné vykonávat povolání a Millar uvedl, že lady Wilbrahamová využívala mužské architekty-exekutory, aby místo ní dohlíželi na stavbu. Podle Millara navrhla pro svou rodinu více než tucet domů a vzhledem k zahrnutí výrazných a neobvyklých konstrukčních detailů ji Millar navrhl jako autorku 18 londýnských kostelů (oficiálně připisovaných Christopheru Wrenovi). Protože Wren přišel k architektuře pozdě, Millar navrhl Elizabeth Wilbrahamovou jako jeho nejpravděpodobnější učitelku.
Millar zašel tak daleko, že jako možné dílo Elizabeth Wilbrahamové navrhl až 400 staveb. Všechny zpravidla vykazují podobnosti s italskou nebo nizozemskou architekturou. Wilbrahamová vlastnila vydání Palladiovy knihy I Quattro Libri (I. díl) z roku 1663 a značně si ji opatřila poznámkami.
V autoritativním a encyklopedickém Biographical Dictionary of British Architects 1600-1840 (Biografický slovník britských architektů 1600–1840) (4. vydání; 2008) od sira Howarda Colvina je však zmíněna pouze jednou. Ve zmínce je uvedena jako mecenáška architektury.
Kanadská historička Cynthia Hammondová se ve své disertační práci z roku 2002 zmiňuje o "trapných označeních", která lady Wilbrahamové udělil Nikolaus Pevsner. Všímá si jeho nedostatku ve vyjádření "by Wilbraham", které má označovat erozi autorství Wilbrahamové, když pojednává o Weston Parku.
Sám Millar však přiznává, že se nedochoval jediný dopis nebo podepsaná kresba se jménem Willbrahamové, která by ji spojovala s nějakým projektem. Jeho argumentace se opírá o poznámky v její kopii Andrea Palladia a podobnosti, které prý našel u staveb postavených v té době. Jeho tvrzení, že navrhla 400 budov, je stejně tak založeno na vizuální podobnosti.
Historik architektury a specialista na Wrenovu tvorbu v Cambridgi James Campbell se domnívá, že toto tvrzení je "založeno především na představách a spekulacích". A kurátor Weston Parku Gareth Williams uvedl, že o kariéře architektky neexistuje žádný důkaz.

## Významné stavby
- Weston Park, Staffordshire (1671)[11] – zdroje jako Historic England připisují návrh Elizabeth Wilbrahamové, ale jiné, například Weston Park Foundation, prosazují tvrzení o Williamu Taylorovi.[pozn. 2][12]
- Kostel svatého Ondřeje, Weston-under-Lizard – kostel panství Weston Park. Pevsner popisuje kostel jako "podnik lady Wilbrahamové...[z] let 1700–1".[13]
- Wotton House, Buckinghamshire (přestavěn 1704–1714) - architekt neznámý, ale uvádí se Elizabeth Wilbrahamová nebo John Fitch.[6]

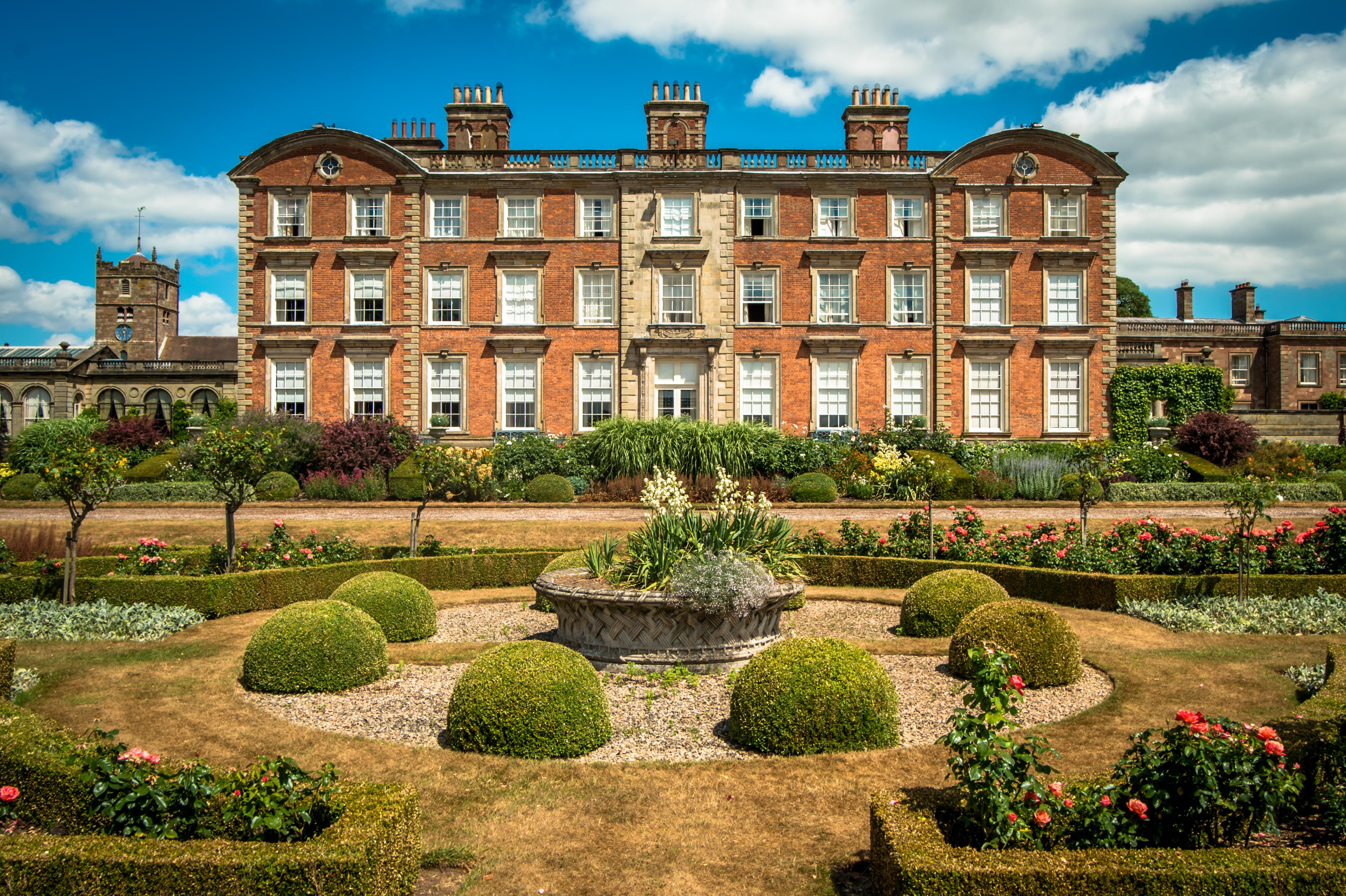
Weston Park, Staffordshire
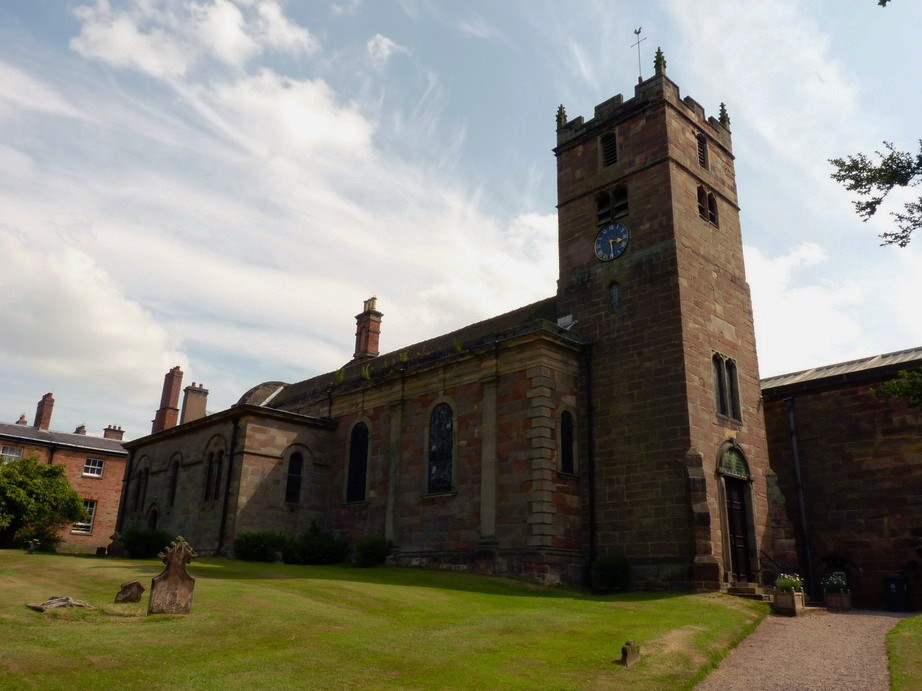
St Andrew's Church, Weston
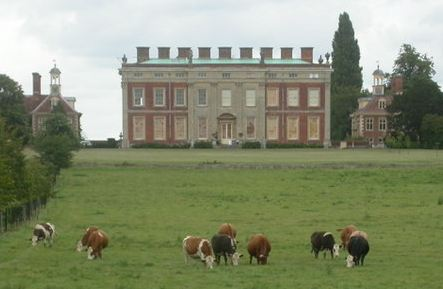
Wotton House, Buckinghamshire